# Kalkunike, Hunsur
Kalkunike là một làng thuộc tehsil Hunsur, huyện Mysore, bang Karnataka, Ấn Độ.